# Carlsbergfonden
Carlsbergfonden (danska: Carlsbergfondet) är en dansk ekonomisk stiftelse grundad 1876 av bryggaren och mecenaten J. C. Jacobsen. Fondens styrelse består av fem ledamöter, valda av och inom Det Kongelige Danske Videnskabernes Selskab.

## Syfte
Fondens syfte är att ställa resurser till förfogande för att leda Carlsberg Laboratorium. Den skall
- främja och stödja vetenskaplig dansk grundforskning inom humaniora, samhälls- och naturvetenskap
- vidmakthålla och utveckla Det Nationalhistoriske Museum på Frederiksborg
- lämna bidrag till samhällsnyttiga ändamål genom Tuborgfonden, särskilt till stöd för dansk företagsamhet.

## Tillgångar
År 1882 fick fonden sitt viktigaste kapital, bryggeriet Gamle Carlsberg. Fonden skall för all framtid äga 51 % av aktierna i bryggeriet, nuvarande Carlsberg A/S.  
Carlsbergfonden har från starten varit ansvarig för driften av Carlsberg Laboratorium (sedan 1876) och Frederiksborgs slott (sedan 1878). Numera finns även Nya Carlsbergfonden (och Ny Carlsberg Glyptotek; sedan 1902) och Tuborgfonden (sedan 1991).
Fonden disponerar över C J Jacobsens bostad på bryggeriområdet i Valby. Egendomen kallas idag Carlsberg Akademi och består av en konferensanläggning och en forskarbostad.

## Historia
1930 inledde professor H. O. Lange genom medel från stiftelsen samlandet av papyrus till den stora "Papyrus Carlsbergsamlingen" (däribland finns Carlsberg VIII-papyrusen, ett av de bevarade Fornegyptiska medicinska papyri). 1939 flyttades samlingen till Egyptiska Institutionen vid Köpenhamns universitet.